# Football Club Lugano 2015-2016
Questa voce raccoglie le informazioni riguardanti il Football Club Lugano nelle competizioni ufficiali della stagione 2015-2016.

## Squadra
Pre-campionato
A livello societario cambiano le cose, Renzetti dopo aver rifiutato di vendere il Club alla coppia Bentancurt-Raiola, compra il restante 40% delle azioni del club a Pablo Bentancurt, diventando così l'unico azionista del club. 
Il 17 giugno 2015, dopo una lunga trattativa, il Lugano ingaggia come allenatore Zdenek Zeman.
Per tutta la preparazione della stagione a Lugano si respira un'aria di entusiasmo, per la promozione conseguita, e per l'arrivo di un allenatore internazionale, c'è curiosità nel vedere all'opera “Zemanlandia” sulle rive del ceresio. Ad ogni allenamento ci sono sempre centinaia di tifosi e curiosi da tutto il Ticino e dall'Italia.
Numerosi i tifosi che seguono la squadra nelle partite pre-campionato.
Girone d'andata
L'esordio nella Super League, avviene a San Gallo dove, nonostante aver disputato una buona partita, perde per 2-0. 
La prima partita vinta è contro il Vaduz, in casa.
Dopo la sconfitta di Zurigo, contro il Grasshopper, il Lugano rialza la testa battendo lo Young Boys a Berna.
Dopo di che il Lugano entra in una spirale di risultati negativi, perdendo tre partite consecutivamente contro Basilea, Lucerna e Sion. Vince il derby del Ticino in Coppa di Svizzera contro il Bellinzona, giocando male e rischiando di essere clamorosamente eliminato.
Il Lugano torna alla vittoria in campionato il 18 ottobre, 3-1 contro il San Gallo, successivamente battono per 3-0 il Sion e pareggiano contro lo Young Boys. All'ultima giornata prima della pausa supera il Grasshoppers di Pierluigi Tami, secondo in classifica, per 4-1.
In trasferta invece, il Lugano, fa fatica, perdendo contro Thun, Zurigo e pareggiando contro il Vaduz.
In Coppa Svizzera i bianconeri si qualificano per le semifinali battendo il Köniz per 2-0.
Girone di ritorno
Il Lugano, alla prima del girone di ritorno, perde malamente per 2-5, lo scontro diretto contro il Vaduz. Perde anche a Thun, incassando al 92' la rete del 2-1. Per poi pareggiare contro lo Zurigo 0-0. Ci si attende un riscatto a San Gallo, ma arriva un 3-3, con Donis che sbaglia anche un rigore. 
In semifinale di Coppa Svizzera, il Lugano gioca a Lucerna. I circa 1'500 tifosi bianconeri che hanno seguito la loro squadra in trasferta, vivono una serata fantastica. Il Lugano passa subito in vantaggio con Donis. Poco prima della pausa vengono raggointi dal Lucerna che pareggia. I bianconeri passano ancora in vantaggio nel secondo tempo con la doppietta di Donis. In un finale al cardiopalma succede di tutto: Djuric viene espulso, Sabbatini sbaglia un rigore, Valentini fa una parata miracolosa. Il lugano conquista una finale dopo 23 anni d'attesta.
In campionato fatica ancora e bisogna attendere la sesta partita del ritorno per vedere il Lugano tornare alla vittoria. Il Lugano espugna Zurigo, battendo 0-1 il Grasshoppers. Dopodiché entra in crisi, perde 0-6 contro il Sion, 7-0 contro lo Young Boys e 1-4 contro il Basilea scivolando all'ultimo posto, raggiunto dal Vaduz. Contro il Thun riesce a vincere per 2-1 tornando così penultimo. Alla 31ª giornata pareggia in casa con il Lucerna 1-1 e torna all'ultimo posto. Alla 33ª giornata gioca contro lo Zurigo al Letzigrund che dista due punti. Domina la partita vincendo 0-4 e manda i tigurini all'ultimo posto, che non lasceranno più. Infatti l'ultima giornata il Lugano gioca in casa contro il San Gallo e vince 3-0 mantenendo il distacco di un punto sugli Zurighesi.
Finito il campionato il Lugano gioca la finale di Coppa Svizzera contro lo Zurigo retrocesso.
Nei giorni precedenti la finale si respira un'aria di tensione, con molti tifosi bianconeri preoccupati per una possibile reazione violenta degli ultras zurighesi per via dell'episodio accaduto dopo la retrocessione dove almeno 200 ultras zurighesi sono entrati negli spogliatoi con il volto coperto per poi spostarsi nel centro della città dove si sono scontrati con la polizia e con gli ultras del Grasshoppers di ritorno da Basilea. Per questo motivo il giorno della finale la città viene blindata, nonostante un enorme dispiego di forze dell'ordine molti tifosi del Lugano, soprattutto famiglie, rinunciano ad assistere alla finale. Nonostante questo l'autostrada Lugano-Zurigo il 29 maggio si dipinge di bianconero e vengono organizzati molti treni speciali per tifosi.
La partita viene dominata dai bianconeri, ma vengono sconfitti per 0-1.

## Organigramma societario
Dal sito web della società.
Area direttiva
- Presidente: Angelo Renzetti

Area organizzativa
- Team manager: Giovanni Manna
- Magazziniere: Flavio Lodigiani

Area tecnica
- Direttore sportivo:
- Allenatore:  Zdeněk Zeman
- Allenatore in seconda: Vincenzo Cangelosi
- Preparatore atletico: Roberto Ferola, Nicholas Townsend
- Preparatore dei portieri: Luca Redaelli
- Match analyst: Gianluca Dormiente

Area sanitaria
- Medici sociali: Ferdinando Battistella, Cristiano Bernasconi, Bruno Capelli
- Massaggiatori: Vittorio Bruni Prenestino
- Fisioterapista: Martino Donati, Jacopo Soranzo

## Rosa
Rosa e numerazione aggiornate al 15 febbraio 2016.
| N. |                               | Ruolo | Calciatore      |
| -- | ----------------------------- | ----- | --------------- |
| 1  | Italia (bandiera)             | P     | Alex Valentini  |
| 3  | Croazia (bandiera)            | D     | Goran Jozinović |
| 4  | Svizzera (bandiera)           | D     | Marco Padalino  |
| 5  | Svizzera (bandiera)           | D     | Igor Djuric     |
| 6  | Italia (bandiera)             | D     | Orlando Urbano  |
| 7  | Svizzera (bandiera)           | A     | Patrick Rossini |
| 7  | Macedonia del Nord (bandiera) | D     | Ezgjan Alioski  |
| 8  | Croazia (bandiera)            | C     | Domagoj Pušić   |
| 9  | Croazia (bandiera)            | C     | Antonini Čulina |
| 10 | Svizzera (bandiera)           | C     | Mattia Bottani  |
| 11 | Svizzera (bandiera)           | A     | Zoran Josipovic |
| 11 | Svizzera (bandiera)           | A     | Karim Rossi     |
| 12 | Svizzera (bandiera)           | C     | Sandro Lombardi |
| 12 | Uruguay (bandiera)            | D     | Matías Malvino  |
| 13 | Svizzera (bandiera)           | D     | Frédéric Veseli |

| N. |                     | Ruolo | Calciatore           |
| -- | ------------------- | ----- | -------------------- |
| 14 | Uruguay (bandiera)  | C     | Jonathan Sabbatini   |
| 16 | Grecia (bandiera)   | C     | Chrīstos Dōnīs       |
| 17 | Svizzera (bandiera) | C     | Matteo Tosetti       |
| 18 | Italia (bandiera)   | C     | Mario Piccinocchi    |
| 19 | Svizzera (bandiera) | C     | Antoine Rey          |
| 20 | Croazia (bandiera)  | D     | Niko Datković        |
| 21 | Svizzera (bandiera) | C     | Nikola Milosavljevic |
| 22 | Grecia (bandiera)   | A     | Anastasios Donis     |
| 23 | Svizzera (bandiera) | P     | Mirko Salvi          |
| 25 | Svizzera (bandiera) | P     | Alessio Bellante     |
| 30 | Italia (bandiera)   | P     | Francesco Russo      |
| 31 | Svizzera (bandiera) | D     | Denis Markaj         |
| 33 | Slovenia (bandiera) | C     | Domen Črnigoj        |
| 36 | Italia (bandiera)   | C     | Alessandro Mastalli  |
| 99 | Serbia (bandiera)   | A     | Djordje Susnjar      |

## Calciomercato

### Sessione estiva
| Acquisti | Acquisti            | Acquisti       | Acquisti |
| R.       | Nome                | da             | Modalità |
| -------- | ------------------- | -------------- | -------- |
| P        | Alex Valentini      | Spezia         | -        |
| D        | Goran Jozinović     | Hajduk Spalato | -        |
| D        | Niko Datković       | Rijeka         | -        |
| D        | Frédéric Veseli     | Port Vale      | -        |
| C        | Domagoj Pušić       | Zara           | -        |
| C        | Domen Črnigoj       | Koper          | -        |
| C        | Antonini Čulina     | Rijeka         | -        |
| C        | Mario Piccinocchi   | Vicenza        | -        |
| C        | Alessandro Mastalli | Milan          | -        |
| A        | Anastasios Donis    | Juventus       | -        |
| A        | Djordje Susnjar     | Jagodina       | -        |

| Cessioni | Cessioni            | Cessioni     | Cessioni   |
| R.       | Nome                | da           | Modalità   |
| -------- | ------------------- | ------------ | ---------- |
| P        | Dean Santangelo     | -            | svincolato |
| D        | Matías Malvino      | Nacional     | -          |
| D        | Leandro Di Gregorio | Zurigo       | -          |
| D        | Andrei Herlea       | Dietikon     | -          |
| C        | Marko Basić         | Grasshoppers | -          |
| C        | Renato César        | Nacional     | -          |
| C        | Salvatore Guarino   | Chiasso      | -          |
| A        | Drilon Paçarizi     | Le Mont      | -          |
| A        | Leonardo Melazzi    | Chiasso      | -          |
| A        | Sergio Cortelezzi   | Chiasso      | -          |
| A        | Bojan Dubajić       | Le Mont      | -          |

### Operazioni tra le sessioni
| Acquisti | Acquisti | Acquisti | Acquisti |
| R.       | Nome     | da       | Modalità |
| -------- | -------- | -------- | -------- |

| Cessioni | Cessioni        | Cessioni | Cessioni |
| R.       | Nome            | da       | Modalità |
| -------- | --------------- | -------- | -------- |
| C        | Sandro Lombardi | Wil      | -        |

### Sessione invernale
| Acquisti | Acquisti       | Acquisti      | Acquisti |
| R.       | Nome           | da            | Modalità |
| -------- | -------------- | ------------- | -------- |
| P        | Mirko Salvi    | Basilea       | -        |
| D        | Matías Malvino | Nacional      | -        |
| D        | Ezgjan Alioski | Sciaffusa     | -        |
| C        | Chrīstos Dōnīs | Panathīnaïkos | -        |
| A        | Karim Rossi    | Spezia        | -        |

| Cessioni | Cessioni            | Cessioni | Cessioni |
| R.       | Nome                | da       | Modalità |
| -------- | ------------------- | -------- | -------- |
| P        | Francesco Russo     | Aarau    | -        |
| D        | Denis Markaj        | Le Mont  | -        |
| C        | Alessandro Mastalli | Milan    | -        |
| A        | Zoran Josipovic     | Juventus | -        |
| A        | Patrick Rossini     | Aarau    | -        |

## Partite

### Super League

#### Girone di andata
| Arbitro: | Bieri |

|                  |           |  |
| Aleksic 78’, 82’ | Marcatori |  |

| Arbitro: | San |

|                                        |           |                              |
| Bottani 7’ (rig.) Rossini 90+5’ (rig.) | Marcatori | 40’ Rapp 57’ Rojas 64’ Buess |

| Arbitro: | Erlachner |

|               |           |  |
| Josipovic 75’ | Marcatori |  |

| Arbitro: | Bieri |

|                                                                      |           |                    |
| Ravet 1’ Cario 41’ Tarashaj 45+1’, 67’ Dabour 48’ (rig.) Basic 90+2’ | Marcatori | 58’ (rig.) Bottani |

| Arbitro: | Erlachner |

|  |           |            |
|  | Marcatori | 6’ Rossini |

| Arbitro: | Schärer |

|                |           |                          |
| Piccinocchi 8’ | Marcatori | 9’, 48’ Callà 42’ Elneny |

| Arbitro: | Jancevski |

|  |           |             |
|  | Marcatori | 64’ Lezcano |

| Arbitro: | Hänni |

|                                          |           |  |
| Salatić 67’ (rig.) Fernandes 79’ Bia 84’ | Marcatori |  |

| Lugano 22 settembre 2015, ore 19:45 CEST 9ª giornata | Lugano | 0 – 0 | Zurigo | Stadio Cornaredo (3'196 spett.)\| Arbitro: \| Hänni \| |
| Arbitro:                                             | Hänni  |       |        |                                                        |

| Arbitro: | Pache |

|                              |           |              |
| Zuffi 39’, 57’ Bjarnason 84’ | Marcatori | 90+3’ Čulina |

| Arbitro: | Jancevski |

|                               |           |                          |
| Thiesson 68’ M. Schneuwly 73’ | Marcatori | 21’ Rossini 90+3’ Čulina |

| Arbitro: | Pache |

|                                     |           |           |
| Bottani 11’ Čulina 30’ Datković 84’ | Marcatori | 90’ Tafer |

| Arbitro: | Schärer |

|                      |           |           |
| Wieser 20’ Munsy 71’ | Marcatori | 8’ Čulina |

| Arbitro: | Hänni |

|                                   |           |  |
| Datković 45+2’ Sabbatini 55’, 87’ | Marcatori |  |

| Arbitro: | Jaccottet |

|             |           |                   |
| Rossini 15’ | Marcatori | 72’ (aut.) Urbano |

| Arbitro: | San |

|                                                        |           |                            |
| Yapi 15’ Djimsiti 30’ Grgić 42’ Bua 60’ Gavranović 68’ | Marcatori | 27’, 64’ Čulina 38’ Urbano |

| Arbitro: | Fähndrich |

|                    |           |              |
| Neumayr 84’ (rig.) | Marcatori | 3’ Sabbatini |

| Arbitro: | Erlachner |

|                                                         |           |                  |
| Čulina 31’ (rig.) Črnigoj 62’ Tosetti 74’ Susnjar 90+1’ | Marcatori | 17’ (aut.) Russo |

#### Girone di ritorno
| Arbitro: | Amhof |

|                           |           |                                                          |
| Sabbatini 69’ Bottani 76’ | Marcatori | 3’ Grippo 45’, 60’ Sadiku 67’ Kukuruzovic 89’ Janjatović |

| Arbitro: | San |

|                              |           |             |
| Buess 24’ (rig.) Munsy 90+2’ | Marcatori | 82’ Tosetti |

| Lugano 20 febbraio 2016, ore 17:45 CEST 21ª giornata | Lugano | 0 – 0 | Zurigo | Stadio Cornaredo (3'975 spett.)\| Arbitro: \| Pache \| |
| Arbitro:                                             | Pache  |       |        |                                                        |

| Arbitro: | Erlachner |

|                             |           |                                      |
| Bunjaku 7’ Aleksić 17’, 80’ | Marcatori | 41’ Črnigoj 56’ Sabbatini 62’ Čulina |

| Arbitro: | Fähndrich |

|            |           |                                                |
| Čulina 47’ | Marcatori | 10’ Bjarnason 13’ Samuel 22’ Delgado 44’ Itten |

| Arbitro: | Jaccottet |

|                          |           |               |
| Frey 7’ C. Schneuwly 81’ | Marcatori | 76’ Sabbatini |

| Arbitro: | San |

|  |           |            |
|  | Marcatori | 75’ Čulina |

| Arbitro: | Erlachner |

|  |           |                                                           |
|  | Marcatori | 20’ Gekas 25’, 48’ Follonier 44’, 64’ Konaté 82’ Assifuah |

| Arbitro: | Pache |

|                                                                                |           |  |
| Sulejmani 3’ Gajic 16’ Kubo 18’ Ravet 32’ Hoarau 61’ Nuzzolo 69’ Bertone 90+2’ | Marcatori |  |

| Arbitro: | Jancevski |

|                   |           |          |
| A. Donis 23’, 33’ | Marcatori | 69’ Rapp |

| Arbitro: | Schärer |

|                               |           |  |
| Embolo 44’, 56’ Boëtius 90+1’ | Marcatori |  |

| Arbitro: | Hänni |

|                     |           |             |
| Gekas 47’, 85’, 88’ | Marcatori | 11’ Bottani |

| Arbitro: | Schnyder |

|             |           |             |
| A. Donis 3’ | Marcatori | 74’ Neumayr |

| Arbitro: | Amhof |

|  |           |          |
|  | Marcatori | 79’ Caio |

| Arbitro: | Jaccottet |

|  |           |                                       |
|  | Marcatori | 50’, 90+5’ Alioski 87’, 90+1’ Bottani |

| Arbitro: | Klossner |

|             |           |                            |
| Alioski 18’ | Marcatori | 50’, 57’ Gerndt 57’ Hoarau |

| Vaduz 22 maggio 2016, ore 16:00 CEST 35ª giornata | Vaduz     | 0 – 0 | Lugano | Rheinpark Stadion (6'023 spett.)\| Arbitro: \| Erlachner \| |
| Arbitro:                                          | Erlachner |       |        |                                                             |

| Arbitro: | Schärer |

|                                            |           |  |
| Črnigoj 4’ Bottani 11’ (rig.) A. Donis 75’ | Marcatori |  |

### Coppa Svizzera
| Arbitro: | Schnyder |

|  |           |                               |
|  | Marcatori | 9’ Tosetti 85’ (rig.) Bottani |

| Arbitro: | Jancevski |

|                                  |           |                                             |
| Ceolin 80’ Magnetti 90+3’ (rig.) | Marcatori | 11’ A. Donis 18’ Sabbatini 120’ Piccinocchi |

| Arbitro: | Hänni |

|  |           |                     |
|  | Marcatori | 35’ Rey 69’ Tosetti |

| Arbitro: | Pache |

|                            |           |  |
| Črnigoj 110’ A. Donis 116’ | Marcatori |  |

| Arbitro: | Schärer |

|                         |           |                  |
| M. Schneuwly 45’ (rig.) | Marcatori | 2’, 51’ A. Donis |

| Arbitro: | Bieri |

|  |           |          |
|  | Marcatori | 41’ Sarr |

## Statistiche

### Statistiche di squadra
| Competizione   | Punti | In casa | In casa | In casa | In casa | In casa | In casa | In trasferta | In trasferta | In trasferta | In trasferta | In trasferta | In trasferta | Totale | Totale | Totale | Totale | Totale | Totale | DR  |
| Competizione   | Punti | G       | V       | N       | P       | Gf      | Gs      | G            | V            | N            | P            | Gf           | Gs           | G      | V      | N      | P      | Gf     | Gs     | DR  |
| -------------- | ----- | ------- | ------- | ------- | ------- | ------- | ------- | ------------ | ------------ | ------------ | ------------ | ------------ | ------------ | ------ | ------ | ------ | ------ | ------ | ------ | --- |
| Super League   | 35    | 18      | 6       | 4       | 8       | 24      | 27      | 18           | 3            | 4            | 11           | 22           | 48           | 36     | 9      | 8      | 19     | 46     | 75     | -29 |
| Coppa Svizzera | -     | 1       | 1       | -       | 0       | 2       | 0       | 4            | 4            | -            | 0            | 9            | 3            | 6      | 5      | -      | 1      | 11     | 4      | +7  |
| Totale         | -     | 19      | 7       | 4       | 8       | 25      | 24      | 22           | 7            | 4            | 11           | 31           | 51           | 42     | 14     | 8      | 20     | 57     | 79     | -22 |

### Andamento in campionato
| Giornata  | 1 | 2  | 3 | 4 | 5 | 6 | 7 | 8  | 9 | 10 | 11 | 12 | 13 | 14 | 15 | 16 | 17 | 18 | 19 | 20 | 21 | 22 | 23 | 24 | 25 | 26 | 27 | 28 | 29 | 30 | 31 | 32 | 33 | 34 | 35 | 36 |
| --------- | - | -- | - | - | - | - | - | -- | - | -- | -- | -- | -- | -- | -- | -- | -- | -- | -- | -- | -- | -- | -- | -- | -- | -- | -- | -- | -- | -- | -- | -- | -- | -- | -- | -- |
| Luogo     | T | C  | C | T | T | C | C | T  | C | T  | T  | C  | T  | C  | C  | T  | T  | C  | C  | T  | C  | T  | C  | T  | T  | C  | T  | C  | T  | T  | C  | C  | T  | C  | T  | C  |
| Risultato | P | P  | V | P | V | P | P | P  | N | P  | N  | V  | P  | V  | N  | P  | N  | V  | P  | P  | N  | N  | P  | P  | V  | P  | P  | V  | P  | P  | N  | P  | V  | P  | N  | V  |
| Posizione | 9 | 10 | 8 | 9 | 6 | 8 | 9 | 10 | 9 | 10 | 10 | 9  | 9  | 8  | 8  | 8  | 8  | 8  | 8  | 10 | 9  | 8  | 10 | 10 | 9  | 9  | 10 | 9  | 9  | 9  | 10 | 10 | 9  | 9  | 9  | 9  |

Legenda:

Luogo: C = Casa; T = Trasferta. Risultato: V = Vittoria; N = Pareggio; P = Sconfitta.

### Statistiche dei giocatori
Sono in corsivo i calciatori che hanno lasciato la società a stagione in corso.
| Giocatore        | Super League | Super League | Super League | Super League | Coppa Svizzera | Coppa Svizzera | Coppa Svizzera | Coppa Svizzera | Totale   | Totale | Totale      | Totale     |
| Giocatore        | Presenze     | Reti         | Ammonizioni  | Espulsioni   | Presenze       | Reti           | Ammonizioni    | Espulsioni     | Presenze | Reti   | Ammonizioni | Espulsioni |
| ---------------- | ------------ | ------------ | ------------ | ------------ | -------------- | -------------- | -------------- | -------------- | -------- | ------ | ----------- | ---------- |
| A. Valentini     | 11           | -29          | 0            | 1            | 4              | -3             | 0              | 0              | 15       | -32    | 0           | 1          |
| M. Salvi         | 11           | -18          | 1            | 0            | 1              | -1             | 0              | 0              | 12       | -19    | 1           | 0          |
| A. Bellante      | 0            | 0            | 0            | 0            | 0              | 0              | 0              | 0              | 0        | 0      | 0           | 0          |
| F. Russo         | 15           | -28          | 1            | 0            | 1              | -0             | 0              | 0              | 16       | -28    | 1           | 0          |
| G. Jozinović     | 22           | 0            | 3            | 0            | 5              | 0              | 0              | 0              | 27       | 0      | 3           | 0          |
| M. Padalino      | 19           | 0            | 6            | 0            | 3              | 0              | 1              | 0              | 22       | 0      | 7           | 0          |
| I. Djuric        | 10           | 0            | 2            | 0            | 2              | 0              | 1              | 1              | 12       | 0      | 3           | 1          |
| O. Urbano        | 32           | 1            | 5            | 1            | 5              | 0              | 2              | 0              | 37       | 1      | 7           | 1          |
| N. Datković      | 27           | 2            | 7            | 0            | 4              | 0              | 0              | 0              | 31       | 2      | 7           | 0          |
| M. Malvino       | 10           | 0            | 4            | 0            | 1              | 0              | 0              | 0              | 11       | 0      | 4           | 0          |
| F. Veseli        | 33           | 0            | 6            | 0            | 5              | 0              | 1              | 0              | 38       | 0      | 7           | 0          |
| E. Alioski       | 16           | 3            | 4            | 0            | 2              | 0              | 0              | 0              | 18       | 3      | 4           | 0          |
| D. Markaj        | 11           | 0            | 2            | 0            | 1              | 0              | 0              | 0              | 12       | 0      | 2           | 0          |
| D. Pušić         | 17           | 0            | 3            | 0            | 2              | 0              | 0              | 0              | 19       | 0      | 3           | 0          |
| J. Sabbatini     | 33           | 6            | 6            | 0            | 5              | 1              | 2              | 0              | 38       | 7      | 8           | 0          |
| C. Donis         | 1            | 0            | 0            | 0            | 0              | 0              | 0              | 0              | 1        | 0      | 0           | 0          |
| M. Piccinocchi   | 31           | 1            | 5            | 0            | 4              | 1              | 0              | 0              | 35       | 2      | 5           | 0          |
| A. Rey           | 32           | 0            | 12           | 0            | 5              | 1              | 2              | 0              | 37       | 1      | 14          | 0          |
| N. Milosavljevic | 3            | 0            | 0            | 0            | 2              | 0              | 0              | 0              | 5        | 0      | 0           | 0          |
| D. Črnigoj       | 26           | 3            | 5            | 0            | 4              | 1              | 1              | 0              | 30       | 4      | 6           | 0          |
| A. Mastalli      | 0            | 0            | 0            | 0            | 1              | 0              | 0              | 0              | 1        | 0      | 0           | 0          |
| M. Bottani       | 29           | 8            | 5            | 0            | 4              | 1              | 0              | 0              | 33       | 9      | 5           | 0          |
| M. Tosetti       | 19           | 2            | 4            | 0            | 6              | 2              | 1              | 0              | 25       | 4      | 5           | 0          |
| A. Čulina        | 26           | 10           | 2            | 0            | 4              | 0              | 1              | 0              | 30       | 10     | 3           | 0          |
| S. Lombardi      | 6            | 0            | 0            | 0            | 2              | 0              | 0              | 0              | 8        | 0      | 0           | 0          |
| A. Donis         | 25           | 4            | 3            | 0            | 4              | 4              | 1              | 0              | 29       | 8      | 4           | 0          |
| K. Rossi         | 3            | 0            | 0            | 0            | 1              | 0              | 1              | 0              | 4        | 0      | 1           | 0          |
| D. Susnjar       | 8            | 1            | 1            | 0            | 2              | 0              | 1              | 0              | 10       | 1      | 2           | 0          |
| P. Rossini       | 15           | 4            | 1            | 0            | 1              | 0              | 0              | 0              | 16       | 4      | 1           | 0          |
| Z. Josipovic     | 9            | 1            | 0            | 1            | 4              | 0              | 1              | 0              | 13       | 1      | 1           | 1          |